# Соя, Марко
Марко Соя (ита. Marco Soia; родился 24 февраля 1983, Падуя) — итальянский хоккеист, выступающий на позиции нападающего.

## Карьера
Рост 185 см при весе 79 кг. Дебютировал в высшем дивизионе в сезоне 2001/02 в хоккейном клубе «Аллеге», сыграв в основном составе три матча, дойдя с командой до финала плей-офф и уступив лишь «Милано Вайперз» (счёт в серии 0:4).
- В сезоне 2002/2003 играл за клуб «Зольдо Вальчеллина».
- С 2003 по 2005 играл за ХК «Монте Чиветта Аллеге».
- В сезоне 2003/2004 играл за «Аматори Агордино».
- В 2005—2006 годах вновь играл за «Аматори Агордино». Здесь он провёл лучший сезон в карьере, забив 9 шайб в регулярном чемпионате и набрав всего 16 очков по системе «гол+пас».
- В 2006—2009 годах играл за ХК «Монте Чиветта Аллеге».
- С 2009 год по 2013 год играл за «Аматори Аллеге».
- После периода отсутствия на льду Соя вернулся в игру. В период с 2018 по 2020 год играл за «Аллеге».
- После очередного годичного перерыва в карьере[1] летом 2021 года он снова вернулся в состав «Аллеге».[2]